# Rodolfo Stange
Rodolfo Emilio Eduardo Stange Oelckers (Puerto Montt, 30 de septiembre de 1925-Los Muermos, 26 de noviembre de 2023) fue un académico, policía y político chileno de ascendencia alemana, miembro de la Unión Demócrata Independiente (UDI). 
Se desempeñó como general director de Carabineros de Chile entre 1985 y 1995;  siendo miembro de la Junta Militar de Gobierno durante la dictadura militar encabezada por el general Augusto Pinochet, hasta en final del régimen en 1990. Posteriormente ejerció como senador de la República en representación de la Circunscripción 17, de la Región de Los Lagos entre 1998 y 2006.

## Familia y estudios
Nació en la comuna chilena de Puerto Montt el 30 de septiembre de 1925, siendo descendiente de colonos alemanes instalados en el sur de Chile, fue el cuarto hijo de Guillermo Osvaldo Stange Ditzel (1887-1965) y de Filipine E. Oelckers Hollstein (1899-1977). Realizó sus estudios básicos en el Instituto Alemán y en el Liceo de Hombres, ambos establecimientos de su lugar natal.
Se casó con Liliana Toro Oelckers, con quien tuvo tres hijos: Sergio, Sonia y Carolina.

## Carrera policial
Una vez egresado, en 1945, realizó el servicio militar en el Regimiento "Sangra" del Ejército de Chile. El 16 de marzo de 1947, ingresó a la Escuela de Carabineros, donde egresó con el grado de subteniente, el 15 de diciembre de 1949.
En su carrera sirvió en diversas ciudades del país, como Antofagasta, Ancud, Chiloé, Sewell, Calama, Tocopilla y Valparaíso, entre otras. Paralelamente, prosiguió con sus estudios al ser becado en la República Federal Alemana en 1966. Después, entre 1967 y 1969, efectuó cursos de licenciatura en ciencias policiales y de administración de policía, los que enseñó, posteriormente, durante 25 años. Luego, en 1970, alcanzó el cargo de jefe administrativo de la Escuela de Carabineros, ejerciendo hasta 1973. Dos años después asumió en el grado de coronel el cargo de director del Instituto Superior de Carabineros, hasta 1977. Ese mismo año, fue nombrado presidente de la Compañía Minera de Vallenar, donde estuvo hasta 1982.
En 1978, fue ascendido al grado de general para hacerse cargo de la Dirección de Instrucción, función que ejerció hasta 1982, cuando conjuntamente a su ascenso a general inspector asumió la Dirección de Logística. En 1983, fue designado como general subdirector de Carabineros.

### General director
Mientras ejercía como titular de la Subdirección de la policía uniformada, fue ascendido por el general Augusto Pinochet, líder de la dictadura militar, a general director de Carabineros el 2 de agosto de 1985, debido a la renuncia de César Mendoza a raíz del «caso Degollados». Por ese mismo caso, en 1994 fue acusado de incumplimiento de deberes militares y obstrucción a la justicia, razón por la cual el entonces presidente Eduardo Frei Ruiz-Tagle le pidió su renuncia. Este no la aceptó y se mantuvo en el cargo de general director de Carabineros hasta su retiro en carácter de voluntario, el 16 de octubre de 1995, tras casi 48 años de servicio.
Durante su mandato se concretó la construcción del nuevo cuartel de la Escuela de Carabineros, se actualizaron los reglamentos y normativa institucional, se inició el proceso modernizador y se crearon variadas obras destinadas al bienestar del personal de Carabineros. Asimismo, se inauguró el memorial a los funcionarios policiales caídos en actos de servicio, bautizado como «Gloria y Victoria».
Entre sus actividades posteriores, se dedicó a la agricultura y fue socio de la firma de importaciones y exportaciones Stange y Moore Ltda.
Falleció en la comuna de Los Muermos el 26 de noviembre de 2023, a los 98 años.

### Historial militar
Su historial de ascensos en Carabineros de Chile fue el siguiente:
- 1947: Aspirante a Oficial de la Escuela de Carabineros de Chile
- 1948: Subteniente
- 1953: Teniente
- 1958: Capitán
- 1964: Mayor
- 1970: Teniente coronel
- 1975: Coronel
- 1978: General de Zona
- 1982: General inspector
- 1985: General director

## Destinaciones y condecoraciones
Tras ser becado en la República Federal Alemana en 1966, cumplió comisiones de servicio en Israel, Brasil, Italia, España, Estados Unidos de América, Sudáfrica, El Salvador, Panamá, Ecuador, Perú, Egipto, Francia, México y Argentina.
En su calidad de oficial de Carabineros, recibió las condecoraciones: «Presidente de la República» en los grados de «Caballero», «Oficial» y «Gran Oficial» respectivamente y «República Federal Alemana», además de diversas medallas y condecoraciones por 15, 20 y 30 años de servicio, y preseas de policías extranjeras.

## Carrera política

### Dictadura Militar

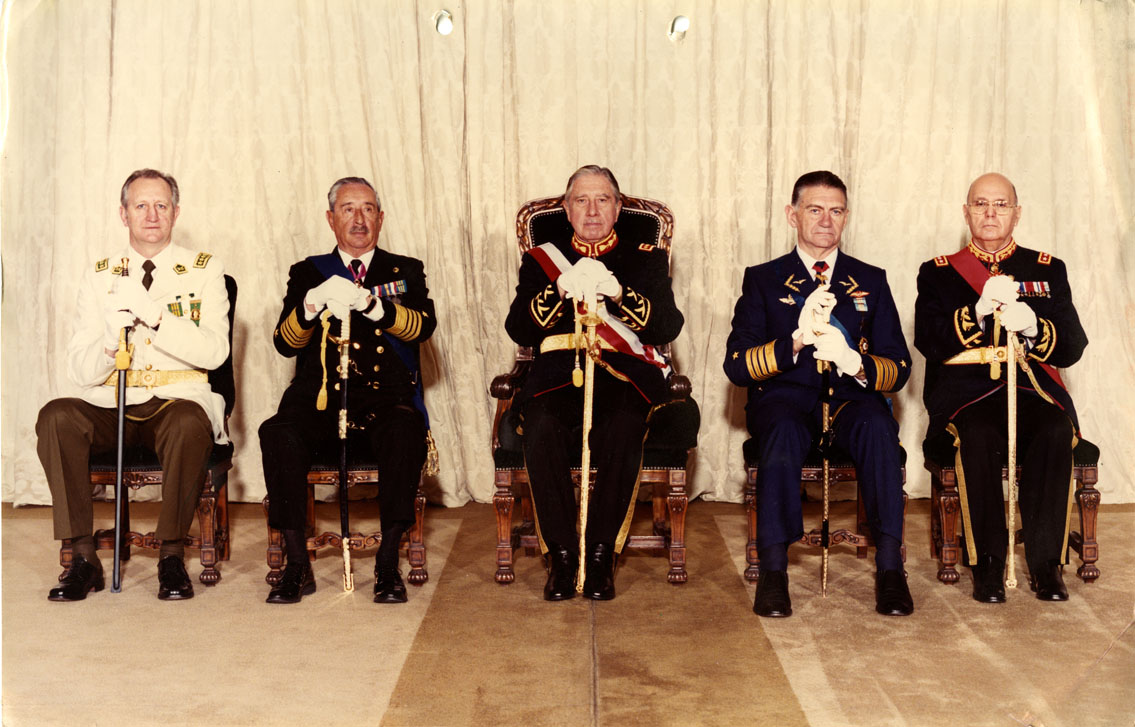
Rodolfo Stange (primero de izquierda a derecha) con los otros miembros de la Junta de Gobierno, en 1985.

Su acercamiento con la política comenzó al ser nombrado delegado de la dictadura militar en la Empresa Nacional de Minería (ENAMI), cargo que ejerció entre el 24 de septiembre de 1973 y el 31 de diciembre de 1974.
En 1985 y en coincidencia con su nombramiento como general director de Carabineros le correspondió hacerse cargo de la representación de Carabineros en la Junta Militar de Gobierno, asumiendo la 3ª Comisión Legislativa, hasta el 11 de marzo de 1990.

### Senador
En las elecciones parlamentarias de 1997, se presentó como candidato independiente pro-Unión Demócrata Independiente (UDI) a senador en representación de la Circunscripción n.º 17, correspondiente a la Región de Los Lagos. Obtuvo 53.584 votos, equivalentes al 27,11% del total de los sufragios válidamente emitidos, siendo elegido para el periodo legislativo 1998-2006. Durante su gestión integró la Comisión Permanente de Medio Ambiente y Bienes Nacionales; la de Intereses Marítimos, Pesca y Acuicultura; la de Obras Públicas, de la que fue presidente; la de Gobierno, Descentralización y Regionalización; y miembro de la Comisión Especial sobre Seguridad Ciudadana.
En octubre de 2003 ingresó formalmente a la UDI. Para las elecciones parlamentarias de 2005 decidió no ir a reelección senatorial.

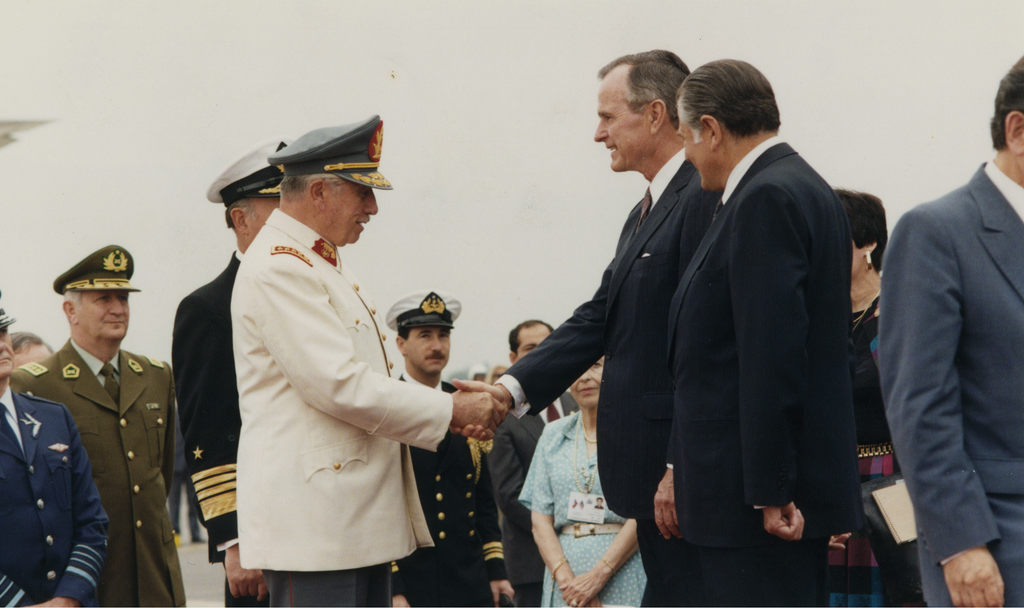
Con el presidente Patricio Aylwin, el comandante en jefe del Ejército y el Presidente de Estados Unidos George H. W. Bush

.

## Controversias

### Procesos por violaciones de los derechos humanos
El 30 de marzo de 1994 el ministro de la Corte Suprema Milton Juica determinó abrir un proceso en su contra por su participación en el «caso Degollados», acusándolo de «incumplimiento de deberes militares y obstrucción a la justicia». En octubre de ese año, la Corte Suprema, lo exoneró de toda implicación en dicho caso de violaciones a los derechos humanos.
En 2007 fue llamado a interrogación por el asesinato en 1988 de los integrantes del Frente Patriótico Manuel Rodríguez (FPMR), Cecilia Magni y Raúl Pellegrin. En la misma resolución, el tribunal decidió someter a proceso a los carabineros en retiro Julio Acosta Chávez y Carlos Acosta Chávez como autores de los delitos de homicidio calificado de aquellos jóvenes. Finalmente fueron absueltos por la corte puesto que no se pudo comprobar la participación de terceros en la muerte de los frentistas, quedando calificada esta como «accidental».

### Polémica por su nombre en la Academia de Ciencias Policiales de Carabineros
En agosto de 2020, bajo el contexto del segundo gobierno del presidente Sebastián Piñera, se intentó bautizar la Academia de Ciencias Policiales de Carabineros de Chile como «General Rodolfo Stange», decisión que finalmente se revirtió ante críticas de la oposición por el rol de Stange en la dictadura militar de Augusto Pinochet.

## Historial electoral

### Elecciones parlamentarias de 1997
- Elecciones parlamentarias de 1997, candidato a senador por la Circunscripción 17, Los Lagos Sur[10]

| Candidato                 | Pacto                          | Partido | Votos  | %     | Resultado |
| ------------------------- | ------------------------------ | ------- | ------ | ----- | --------- |
| Sergio Páez Verdugo       | Concertación por la Democracia | PDC     | 56 189 | 28,43 | Senador   |
| Rodolfo Stange Oelckers   | Unión por Chile                | ILB     | 53 584 | 27,11 | Senador   |
| Germán Correa Díaz        | Concertación por la Democracia | PS      | 39 962 | 20,22 |           |
| Harry Jurgensen Caesar    | Unión por Chile                | RN      | 37 985 | 19,22 |           |
| Óscar Azócar García       | La Izquierda                   | PC      | 6508   | 3,29  |           |
| Mercedes Bravo Valenzuela | Humanista                      | PH      | 3424   | 1,73  |           |